# قلعه توچیو
قلعه توچیو (به ژاپنی: 栃尾城, Tochio-jō) یک قلعه ژاپنی سابق در ناگائوکا، نیگاتا، استان نیگاتا، ژاپن بود. این قلعه به خاندان اوئسوگی تعلق داشته‌است. اوئه‌سوگی کنشین دوران جوانی‌اش را در این قلعه گذراند.